# ハマースミス&シティー線
ハマースミス&シティー線（ハマースミス・アンド・シティーせん、英語: Hammersmith & City Line）は、ハマースミス駅とバーキング駅間を走るロンドン地下鉄の路線のひとつ。29個の駅があり、全長は26.5km、地表から浅い路線タイプである。地下鉄の路線図上ではサーモンピンク色に着色されている。ロンドン地下鉄の持つ12の路線の中では、利用者数は10番目である。また、パディントン駅とファリンドン駅間はメトロポリタン線と共に世界で最も古い地下鉄になる。1990年にメトロポリタン線の一支線から独立し、現在に至る。

## 駅

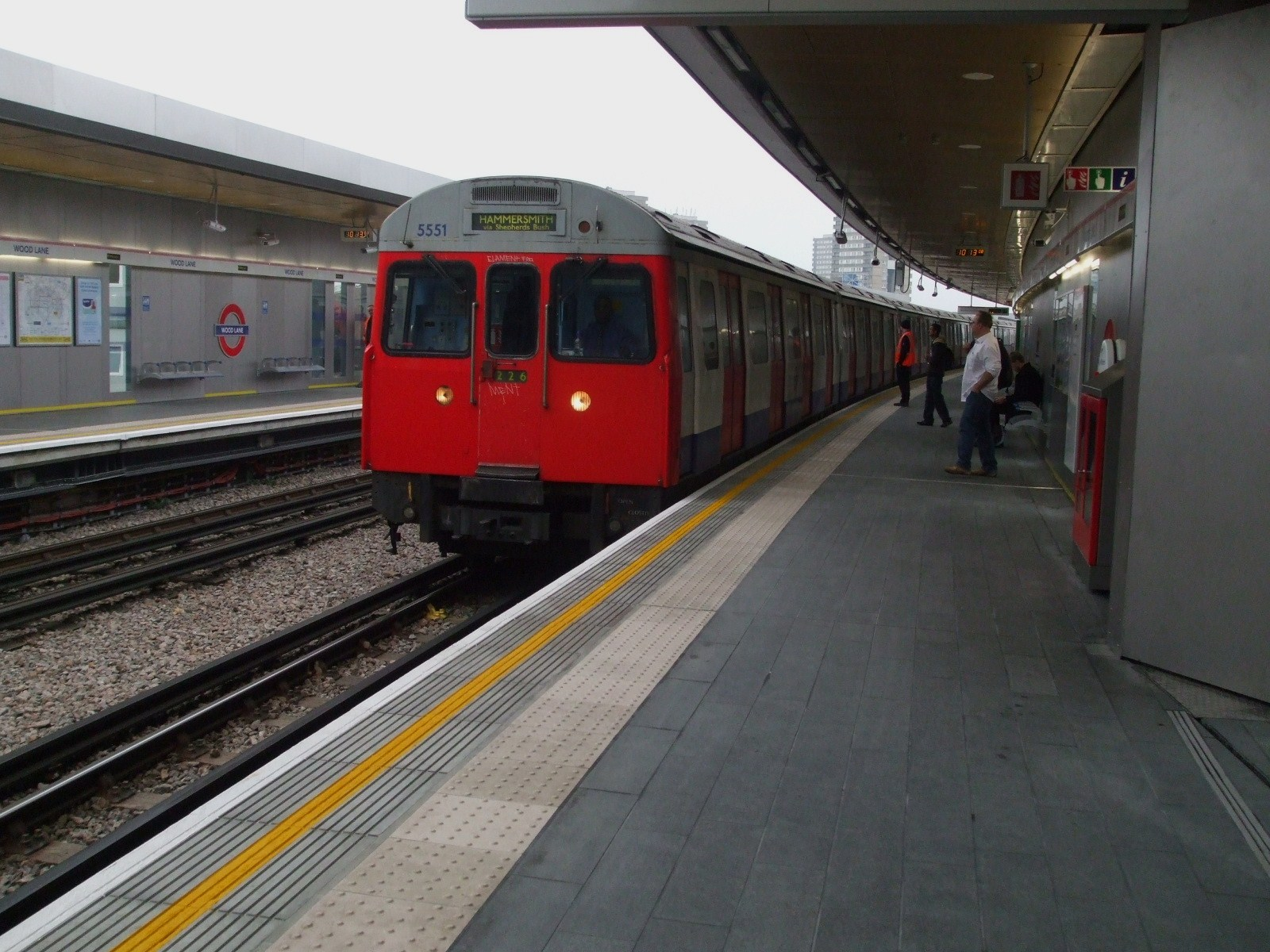
ハマースミス&シティー線の車両。ウッド・レーン駅にて

| 駅名                                                                   | 画像 | 情報                                   |
| ---------------------------------------------------------------------- | ---- | -------------------------------------- |
| ハマースミス                                                           |      |                                        |
| ゴールドホーク・ロード                                                 |      |                                        |
| シェパーズ・ブッシュ・マーケット                                       |      | 元々はシェパーズ・ブッシュ駅として開業 |
| ウッド・レーン                                                         |      | 2008年10月12日開業                     |
| ラティマー・ロード                                                     |      |                                        |
| ラッドブローク・グローヴ                                               |      |                                        |
| ウェストボーン・パーク                                                 |      |                                        |
| ロイヤル・オーク                                                       |      |                                        |
| パディントン ( ヒースロー行きの列車)                                   |      |                                        |
| エッジウェア・ロード                                                   |      |                                        |
| ベイカー・ストリート                                                   |      |                                        |
| グレート・ポートランド・ストリート                                     |      |                                        |
| ユーストン・スクエア ( ユーストン)                                     |      |                                        |
| キングズ・クロス・セント・パンクラス ( ガトウィックとルートン行き列車) |      |                                        |
| ファリンドン ( ガトウィックとルートン行き列車)                         |      |                                        |
| バービカン                                                             |      |                                        |
| ムーアゲート                                                           |      |                                        |
| リバプール・ストリート ( スタンステッド行きの列車)                     |      |                                        |
| アルドゲイト・イースト                                                 |      |                                        |
| ホワイトチャペル                                                       |      | 日曜日の終点                           |
| ステップニー・グリーン                                                 |      |                                        |
| マイル・エンド                                                         |      |                                        |
| ボウ・ロード                                                           |      |                                        |
| ブロムリー＝バイ＝ボウ                                                 |      |                                        |
| ウェスト・ハム                                                         |      |                                        |
| プライストウ                                                           |      |                                        |
| アプトン・パーク                                                       |      |                                        |
| イースト・ハム                                                         |      |                                        |
| バーキング                                                             |      |                                        |